# Frederico Chaves Guedes
Frederico Chaves Guedes, ismertebb néven Fred (Teofilo Otoni, 1983. október 3. –) brazil labdarúgó, aki jelenleg a Fluminense játékosa.

## Pályafutása

### Kezdeti évek
1988 és 2002 között az América Mineiro ifijátékosa volt, majd 18 évesen bemutatkozott a nagycsapatban. 2004-ben a Cruzeiro játékosa lett, ahol szinte minden meccsén gólt szerzett, a válogatottban is bemutatkozott.

### Olympique Lyonnais
2005-ben az ekkor Európa egyik legerősebb csapatának számító francia Lyon igazolta le, 15,6 millió euróért. Első szezonjában összesen 42 meccsen 16 gólt szerzett, ebből a bajnokikon 14-et. A 2006-07-ben jutott, kevesebb lehetőséghez összesen 27 mérkőzésen 13 gólja volt, a bajnokikat figyelembe véve 20/11 a mérlege.
2007-08-ban összesen 30 meccsen lépett pályára, de csak 8 gólig jutott. 2008-09-ben 20 mérkőzésen 4 gólja volt összesen, ebből 2 a bajnokságban, 2 a Bajnokok Ligájában.

### Fluminense
2009-ben több lehetőség érdekében hazaigazolt a Fluminensebe. A 2009-es szezonban 20 bajnokin 12 gólt szerzett. 2010-ben és 2012-ben a csapattal megnyerte a Brazil Ligát, e két idényben 48 gólt termelt.
Góllövés szempontjából azonban a 2011-es idény volt a legsikeresebb számára, ugyanis összesen 43 meccsen 34 gólt szerzett.
Jelenleg ő a csapat kapitánya.

#### A válogatottban
2005-ben mutatkozott be a brazil válogatottban. A 2006-os világbajnokságra is meghívást kapott. Ott volt a 2007-es Copa Américát megnyerő keretben.
Eddigi 21 válogatott mérkőzést játszott, összesen kilencszer talált a hálóba.

## Statisztika

### Klubcsapatban
*Utoljára frissítve: 2012. november 25.
| Klub adatok      | Klub adatok      | Klub adatok      | Bajnokság | Bajnokság | Kupa         | Kupa         | Ligakupa         | Ligakupa         | Kontinenstorna | Kontinenstorna | Összesen | Összesen |
| Szezon           | Csapat           | Bajnokság        | Meccsek   | Gólok     | Meccsek      | Gólok        | Meccsek          | Gólok            | Meccsek        | Gólok          | Meccsek  | Gólok    |
| Brazília         | Brazília         | Brazília         | Bajnokság | Bajnokság | Kupa         | Kupa         | Ligakupa         | Ligakupa         | Dél-Amerika    | Dél-Amerika    | Összesen | Összesen |
| ---------------- | ---------------- | ---------------- | --------- | --------- | ------------ | ------------ | ---------------- | ---------------- | -------------- | -------------- | -------- | -------- |
| 2001             | América Mineiro  | Brazil Liga      |           |           |              |              | –                | –                | –              | –              |          |          |
| 2002             | América Mineiro  | Série B          |           |           |              |              | –                | –                | –              | –              |          |          |
| 2003             | América Mineiro  | Série B          | 19        | 7         | –            | –            | –                | –                | –              | –              | 29       | 25       |
| 2004             | América Mineiro  | Série B          | 7         | 2         | 3            | 2            | –                | –                | –              | –              | 19       | 18       |
| 2004             | Cruzeiro         | Brazil Liga      | 24        | 14        | –            | –            | –                | –                | –              | –              | 25       | 15       |
| 2005             | Cruzeiro         | Brazil Liga      | 19        | 10        | 9            | 14           | –                | –                | 1              | 0              | 29       | 24       |
| Franciaország    | Franciaország    | Franciaország    | Bajnokság | Bajnokság | Francia Kupa | Francia Kupa | Francia Ligakupa | Francia Ligakupa | Európa         | Európa         | Összesen | Összesen |
| 2005-06          | Lyon             | Ligue 1          | 32        | 14        |              |              | 1                | 0                | 9              | 2              | 42       | 16       |
| 2006-07          | Lyon             | Ligue 1          | 20        | 11        |              |              | 2                | 0                | 5              | 2              | 27       | 13       |
| 2007-08          | Lyon             | Ligue 1          | 21        | 7         | 4            | 1            | 2                | 0                | 3              | 0              | 30       | 8        |
| 2008-09          | Lyon             | Ligue 1          | 15        | 2         | 0            | 0            | 1                | 0                | 4              | 2              | 20       | 4        |
| Brazília         | Brazília         | Brazília         | Bajnokság | Bajnokság | Kupa         | Kupa         | Ligakupa         | Ligakupa         | Dél-Amerika    | Dél-Amerika    | Összesen | Összesen |
| 2009             | Fluminense       | Brazil Liga      | 20        | 12        | 6            | 2            | –                | –                | 6              | 5              | 36       | 22       |
| 2010             | Fluminense       | Brazil Liga      | 14        | 5         | 5            | 6            | –                | –                | –              | –              | 28       | 18       |
| 2011             | Fluminense       | Brazil Liga      | 25        | 22        | –            | –            | –                | –                | 5              | 2              | 43       | 34       |
| 2012             | Fluminense       | Brazil Liga      | 28        | 20        | –            | –            | –                | –                | 7              | 3              | 45       | 30       |
| Összesen         | Brazília         | Brazília         | 156       | 92        | 23           | 24           | –                | –                | 19             | 10             | 228      | 165      |
| Összesen         | Franciaország    | Franciaország    | 88        | 34        | 4            | 1            | 6                | 0                | 21             | 6              | 119      | 41       |
| Karrier összesen | Karrier összesen | Karrier összesen | 244       | 126       | 27           | 25           | 6                | 0                | 40             | 16             | 393      | 206      |

#### A válogatottban
| Nemzeti csapat | Év       | Meccsek | Gólok | Gólátlag |
| -------------- | -------- | ------- | ----- | -------- |
| Brazília       |          |         |       |          |
| 2005           | 2        | 2       | 1.00  |          |
| 2006           | 5        | 2       | 0.40  |          |
| 2007           | 2        | 0       | 0.00  |          |
| 2011           | 9        | 2       | 0.40  |          |
| 2012           | 1        | 1       | 1.00  |          |
| 2013           | 2        | 2       | 1.00  |          |
| Összesen       | Összesen | 21      | 9     | 0.4      |

## Sikerei, díjai

### Klubcsapatban

#### Olympique Lyonnais
- Ligue 1: 2005-06, 2006-07, 2007-08
- Francia labdarúgókupa : 2008

#### Fluminense
- Brazil Liga: 2010, 2012
- Campeonato Carioca: 2012
- Primeira Liga (Brazília): 2016

#### Atlético Mineiro
- Campeonato Mineiro: 2017

#### Cruzeiro
- Copa do Brasil: 2018
- Campeonato Mineiro: 2018, 2019

#### A válogatottban
- Copa América: 2007
- Konföderációs kupa: 2013

### Egyéni sikerek
- Brazil Liga gólkirálya: 2011, 2012

## Magánélete
Áttért a protestáns kereszténységre.

## Fordítás
Ez a szócikk részben vagy egészben  a   Frederico Chaves Guedes című angol Wikipédia-szócikk fordításán alapul.  Az eredeti cikk szerkesztőit annak laptörténete sorolja fel. Ez a jelzés csupán a megfogalmazás eredetét és a szerzői jogokat jelzi, nem szolgál a cikkben szereplő információk forrásmegjelöléseként.